# هارون كاسيدي
هارون كاسيدي (بالإنجليزية: Aaron Cassidy)‏ هو ملحن أمريكي، ولد في 1 يوليو 1976.

## وصلات خارجية
- الموقع الرسمي